# 沃罗比约夫卡农村居民点
沃罗比约夫卡农村居民点（俄语：Воробьёвское сельское поселение）是俄罗斯联邦沃罗涅日州沃罗比约夫卡区所属的一个农村居民点。其下辖有4个居民点，行政中心为沃罗比约夫卡。据2016年统计，该农村居民点的人口为6415人。